# Grímsnes- og Grafningshreppur

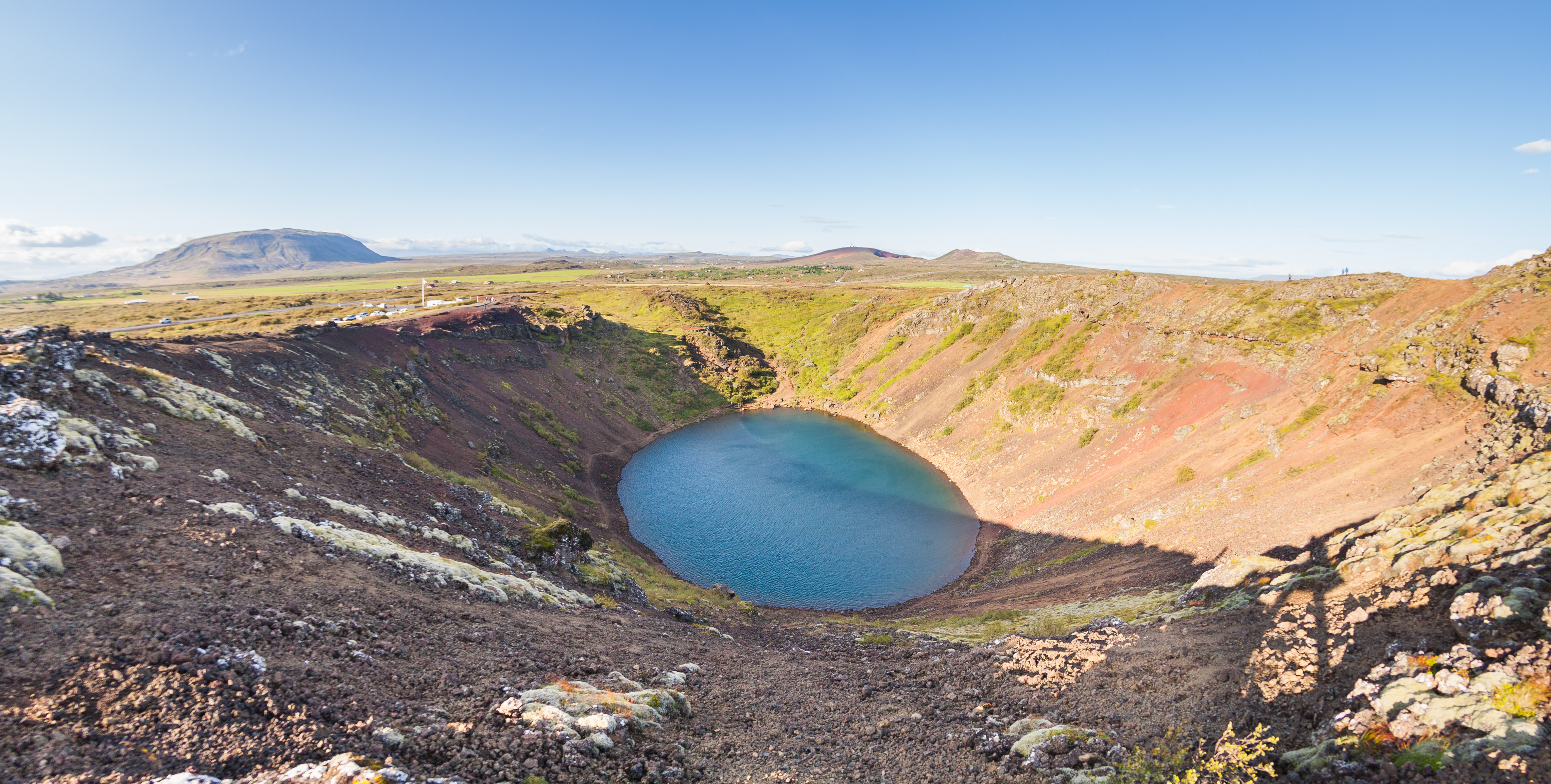
Kerið og Búrfell (Grímsnes)

Grímsnes- og Grafningshreppur är en kommun i regionen Suðurland på Island. Folkmängden är 493 personer (2019).